# Geografisch Arboretum

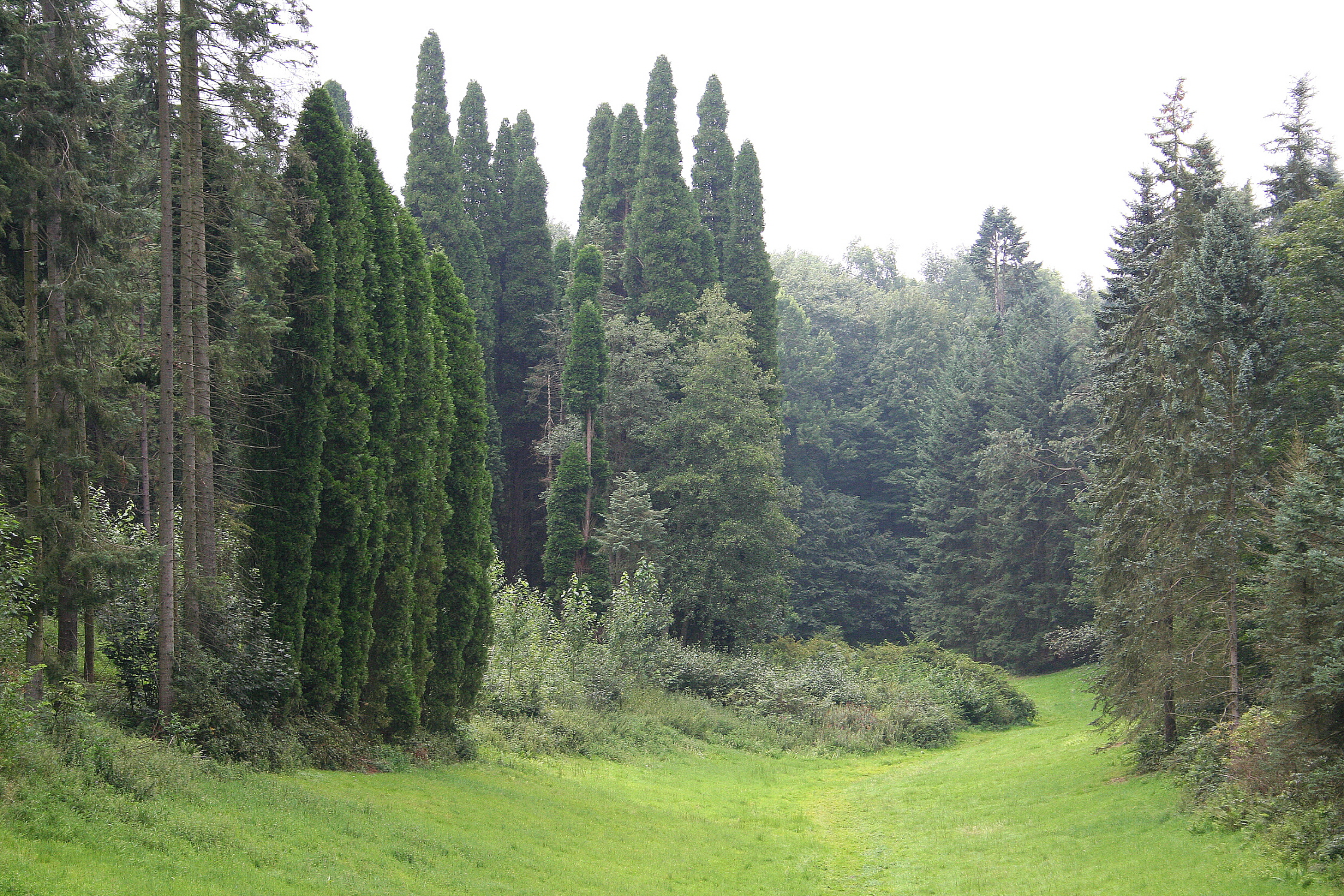

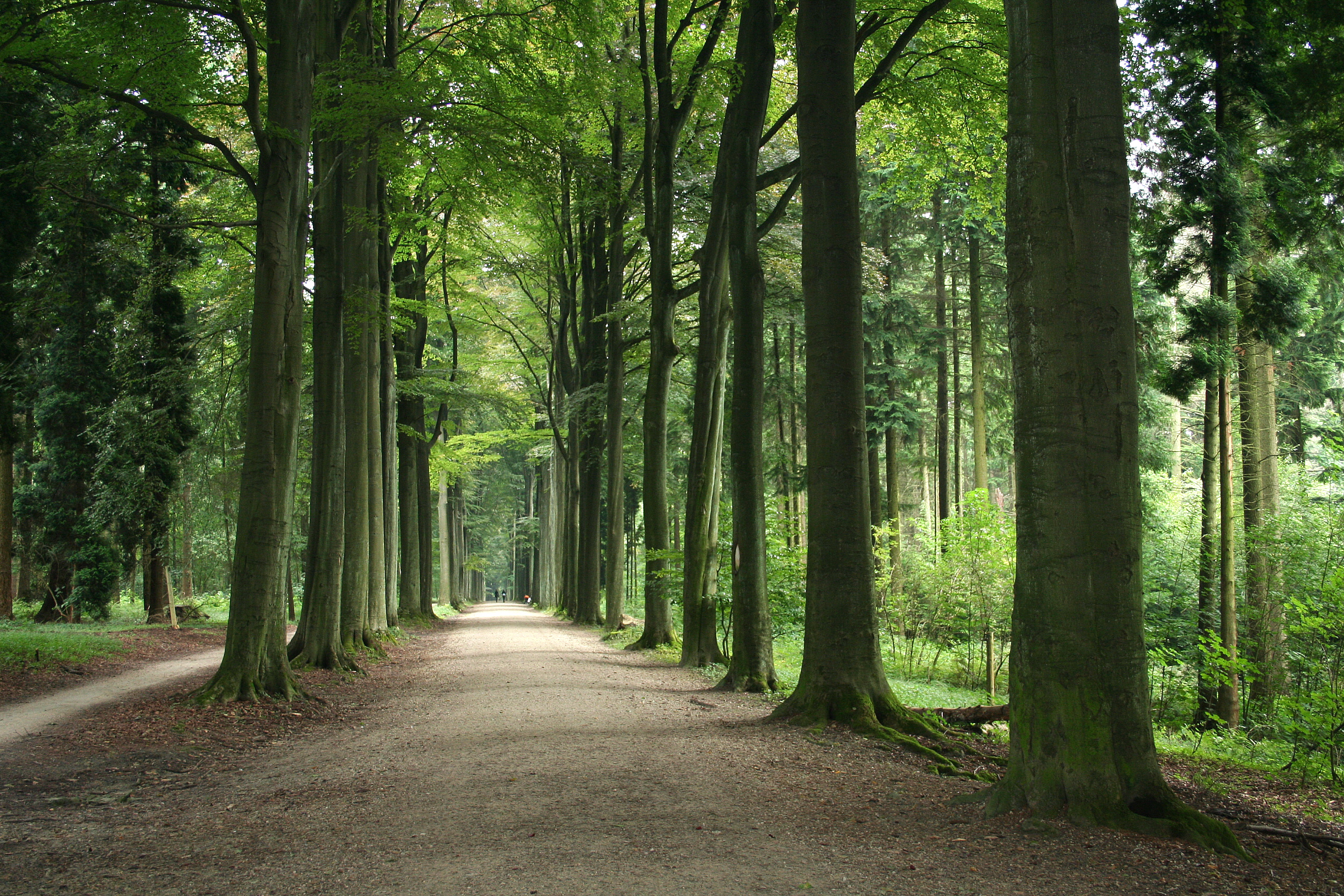

Het Geografisch Arboretum of Arboretum van Tervuren is een arboretum in het Belgische Tervuren. Het maakt deel uit van de Koninklijke Schenking. 
Het Arboretum van Tervuren werd opgericht in 1902 op een eigendom van koning Leopold II, en werd ontworpen door botanicus Charles Bommer. Het arboretum ligt aan het Kapucijnenbos (Zoniënwoud) en omvat bomen en struiken uit het noorden, het westen en het oosten van Noord-Amerika, uit Centraal- en Mediterraan Europa, uit het Midden- en het Verre Oosten van Azië. De planten staan naar herkomstgebied gegroepeerd in een honderdtal secties op een oppervlakte van 120 hectare.